# 裁军
裁军（英語：Disarmament），是指裁减武装部隊和军事装备的行为。
聯合國裁軍事務廳自創立便敦促國際社會裁軍。
一般而言，裁軍原因如下：
1. 為節約國防經費支出。
2. 戰爭結束後社會需要復原。
3. 遂行的任務已結束，因應政策而調整。
4. 與其他國家間有條約協定，以維持國際軍事和平。

## 中華民國所進行過之裁軍行動
- 大陸時期
  - 國軍編遣會議（1929，因中原大戰爆發未能實施整編）
  - 全國軍事整理會議（1935-1937）
  - 整軍方案（1946-1947，已實施因第二次國共內戰爆發而停止整編）
- 臺灣時期
  - 精實案（1997-2001，已實施並改組整編完成）
  - 精進案（2004-2007，已實施並改組整編完成）
  - 精粹案（2008-2015，已實施全募兵制，改組整編完成）
  - 勇固案（原2015-2019，尚未(暫緩)實施改組整編）

## 中華人民共和國所進行過之裁軍行動
- 百万大裁军（1985-1987）
- 深化国防和军队改革（2012-，包括裁军30万）

## 日本近代史上的裁軍
- 山梨軍縮（日语：山梨軍縮）（1922）：日本陸軍史上第一次裁軍
- 宇垣軍縮（1925）：面對山梨軍縮裁軍力度不足的壓力，由宇垣一成主導的進一步裁軍案。不滿此次裁軍的軍官形成以荒本貞夫等人為首的皇道派

## 著名的國際性共同裁軍條約
- 海牙公约（1899, 1907）
- 華盛頓海軍條約（1922）
- 倫敦海軍條約（1930）
- 第二次倫敦海軍條約（1936）
- 反彈道飛彈條約（1972）
- 戰略武器限制談判（SALT I-1972、SALT II-1979）
- 特定常规武器公约（1980）
- 中程飛彈條約（1987）
- 欧洲常规武装力量条约（1990）
- 渥太华条约（1997）
- 戰略攻擊武器裁減條約（英语：Strategic_Offensive_Reductions_Treaty）（SORT, 2002）
- 集束彈藥公約（2008）
- 戰略武器裁減條約（START I-1991、START II-1993、START III、New START ）

## 腳註
1. ↑  Nations, United. . United Nations.   [2023-03-13]. （原始内容存档于2022-03-22） （英语）.